# 麻家塔乡
麻家塔乡是中国陕西省榆林市神木县下辖的一个乡。

## 行政区划
麻家塔乡下辖以下行政区：
后麻家塔村、前麻家塔村、庙沟村、水磨河村、滴水崖村、铧山村、薛家塔村、沈家塔村、红沙石梁村、孙家沟岔村、肯铁令沟村、毛驴滩村、郝家圪崂村、海则沟村、阿鸡曼村、七卜树村、买力湾村、芦草沟村、常家沟村、乌兰不拉村、赵仓峁村、燕渠村、李家梁村、张家峁村、找稍峁村、黑圪达村、骆驼场村、红柳林村、沙峁村、王家沟村、庙墕村、老虎沟畔村、曹伙盘村、硬地场村